# Келлі Келлі

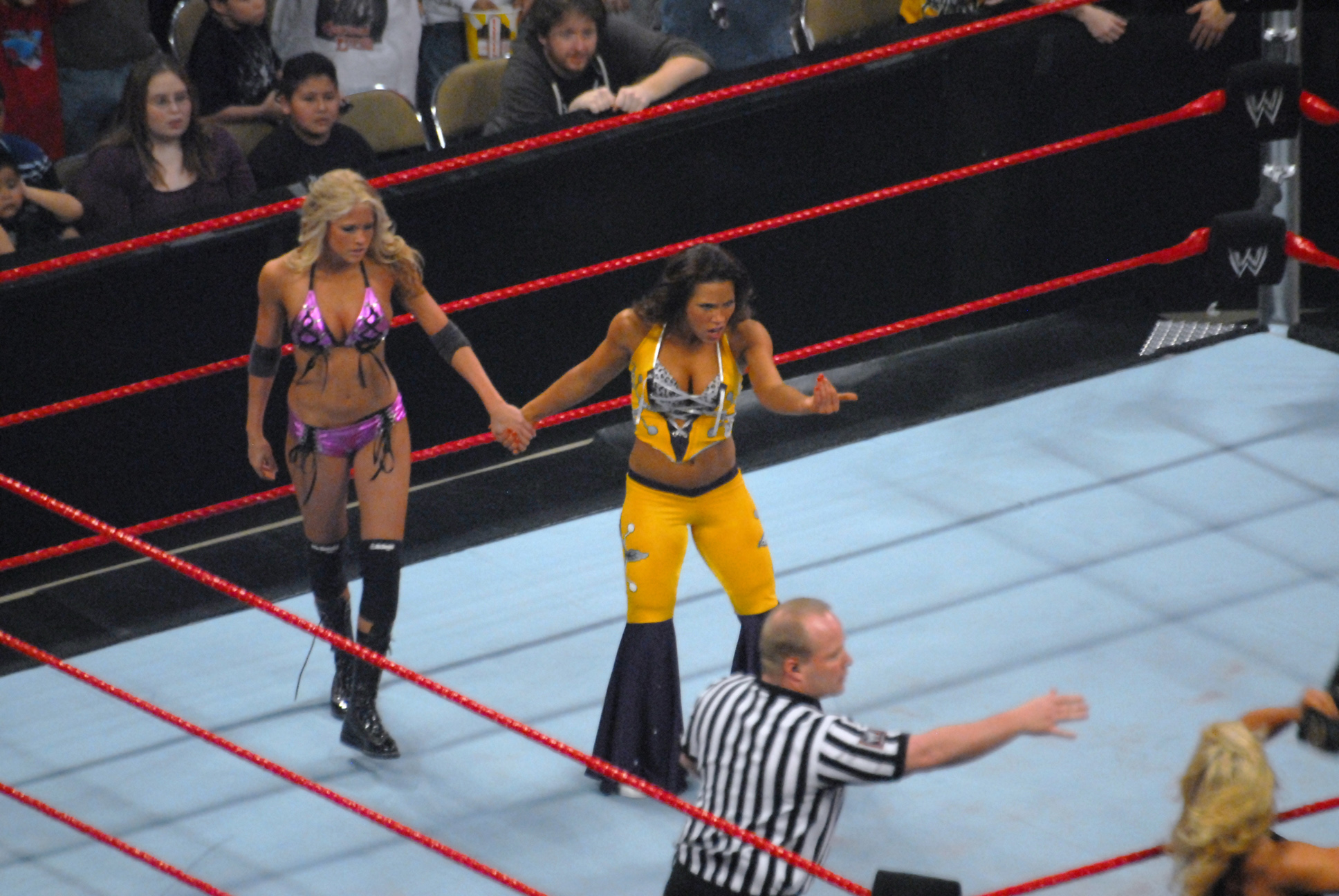

Барбара Джин Бланк (нар. 15 січня 1987 року) — американська професійна реслерка і танцюристка. Зараз виступає в WWE на бренді Raw.

## ECW
Барбара Джин Бланк дебютувала на бренді ECW під псевдонімом Келлі Келлі. Спочатку вона мала зватися просто «Келлі», але згодом ім'я розширили до Келлі Келлі. Вона дебютувала на першому епізоді щотижневої телевізійної програми 13 червня 2006 і стала наймолодшою дівою, яка входить до реєстру WWE. Її характер і ексгібіціонізм були використані для заохочення натовпу — стриптизу (Kelly's Expose). Наступного тижня, під час виконання стриптизу, Келлі перервав її бойфренд Майк Нокс. Він вийшов на сцену і накрив її рушником. Те ж саме відбувалося протягом наступних виступів. Згодом Нокс почав змушувати Келлі супроводжувати його на ринг, щоб він міг стежити за нею. Згодом під час суперечки Нокса і Сендмена останній вдарив палицею Келлі, яку Нокс використав як щит. Вона дебютувала в матчі на арені ECW дебют 22 серпня 2006 на епізоді ECW на Sci-Fi, програвши в командному змаганні.

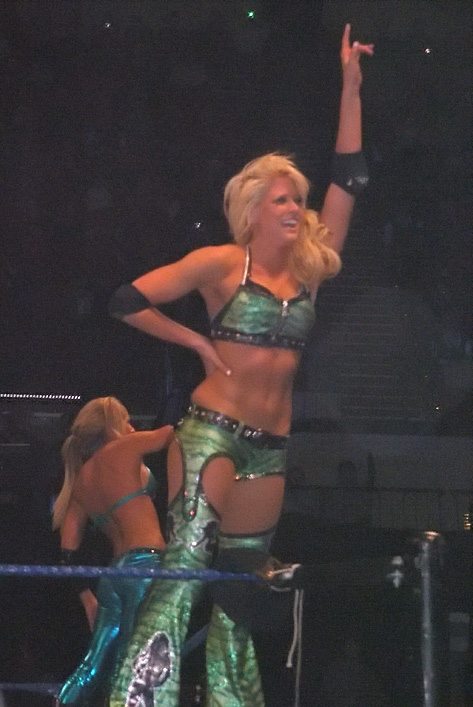
Келлі Келлі на хаус шоу у 2008

Після цього до сюжетної лінії з Келлі і Ноксом додався СМ Панк, який почав подобатися Келлі, викликавши ще більші ревнощі у Нокса. Протягом наступних кількох тижнів Келлі фліртувала з Панком і переглядала кожен його матч, аж допоки Нокс не заборонив їй це робити. На Геловін Келлі з'явилась у костюмі СМ Панка, що призвело до матчу між Панком і Ноксом. У грудні Келлі і Нокс брали участь у змішаному поєдинку за участю Аріель і Кевіна Торна. Під час матчу Нокс залишив Келлі одну, і команда програла. В наступному матчі Келлі перемогла Аріель, а після цього на ринг піднявся Нокс, тицьнув квітами Келлі в обличчя і провів щодо неї свій фірмовий прийом, давши цим зрозуміти, що їхні стосунки закінчені.

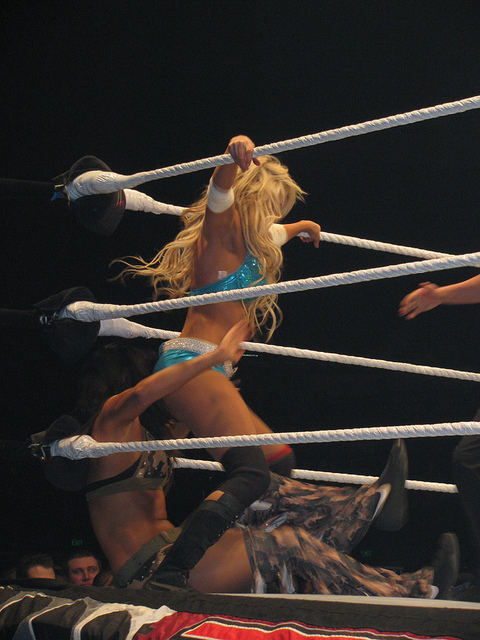

Вона повернулася на телебачення 16 січня 2007 і оголосила, що вона повертає Kelly's Exposé. Наступного тижня вона об'єдналася з Лейлою і Брук Адамс для створення Extreme Exposé. Тріо щотижня виконувало еротичний танок на ECW протягом наступних кількох місяців. У червні 2007 року Міз перейшов на ECW, що породило сюжетну лінію, в якій всі три учасниці Extreme Exposé захоплювались ним.
29 жовтня на RAW Келлі виграла бій за матч проти чинної чемпіонки дів Бет Фенікс. Після матчу Бет атакувала Келлі. Келлі продовжувала ворожнечу з Лейлою, вони були по різні сторони в матчі на Survivor Series, де команда Келлі виграла.

## World Wrestling Entertainment
У 2008 році під час WWE драфту Келлі Келлі перейшла в RAW. У дебютному матчі Келлі Келлі з Міккі Джеймс перемогли Лейлу і Джиліан Гол. На ППВ Бої на виживання Келлі Келлі брала участь у команді Дів RAW проти команди Дів SmackDown!, у якому її команда перемогла. На Армагеддоні Келлі Келлі разом з Марією, Мішель МакКул і Міккі Джеймс перемогли команду Джиліан Гол, Маріс, Вікторії та Наталії. 5 квітня 2009 Келлі Келлі билася в Королівській битві Дів на Реслманії XXV, проте перемогу здобула Сантіні Марелла. 18 травня на арені RAW Келлі виграла Королівську битву Дів і стала претенденткою номер один на титул Чемпіонки дів WWE. Вона виграла титульний матч проти Маріс в результаті дискваліфікації суперниці, проте чемпіонкою залишилася Маріс. 8 червня в матчі Келлі програла. Під час королівської битви на Літньому кидку вона вибула через втручання Чаво Герерро. На ППВ Bragging Rights команда Дів RAW (Келлі Келлі, Гейл Кім, Меліна) програла команді Дів SmackDown! (Бет Фенікс, Наталія, Мішель МакКул). 20 червня, на спеціальному 3-годинному шоу Raw: Power To The People, виграла Брі Беллу і стала новою чемпіонкою дів. На Summerslam 2011 перемогла Бет Фінікс і захистила чемпіонський титул. Зараз Келлі Келлі у відпустці, вона почала виступати в інді федераціях реслінгу, і тому WWE запропонували їй контракт, в якому запропонували їй більше грошей, ніж платили раніше, оскільки директори WWE кажуть, що Келлі Келлі найуспішніша діва у WWE. 
28 вересня пішла з WWE.

## Інші проєкти
У квітні 2007 року Келлі разом з Ешлі, Лейлою, Брук, Торі Вілсон і Маріс знялися в музичному кліпі Тімбаленда «Throw It on Me». У серпні Келлі Келлі, Брук і Лейла взяли участь у фотосесії FHM Online.
У квітні 2008 року Келлі разом з Міккі Джеймс, Лейлою і Меліною Перес з'явилися в епізоді Celebrity Fit Club в ролі тренерок. Через 6 днів вона з'явилася в британському футбольному шоу Soccer AM в ролі «Soccerette». Увійшла в 100 найгарячіших дівчат світу за версією журналу «Maxim», виявившись на 82 місці.

## Особисте життя
Тато Барбари єврей, а її мати християнка. У дитинстві Барбара займалась гімнастикою протягом 10 років, але пішла через травму. Пізніше вона зайнялась чирлідингом. Барбара хотіла стати тележурналісткою. Також вона професійна модель купальників. 
Раніше вона зустрічалася з реслером WWE й TNA Ендрю Мартіном, який помер у 2009 році. З 2012 почала зустрічатися з хокеїстом Шелдоном Сурей, який грає за збірну Канади. 6 квітня Келлі Келлі написала у своєму твіттері, що їхні стосунки закінчуються.

## У реслінгу
Фінішери
- K2
- Roll-up

Улюблені прийоми
- Diving crossbody
- Hanging figure four necklock
- Hurricanrana
- One-handed bulldog
- Sitout facebuster

## Менеджери
- Міз
- Майк Нокс

## Музичні теми
- «Holla» by Desiree Jackson (2006-2007)
- «Holla (2nd Remix)» by Desiree Jackson (6 жовтня 2008 р. — до сьогодні)

## Титули й нагороди
PWI
- PWI ставить її під № 32 у списку 50 найкращих дівчат-реслерок 2008 року

WWE
- Чемпіонка дів (1 раз)